# Plectris sordida
Plectris sordida är en skalbaggsart som beskrevs av Hermann Burmeister 1855. Plectris sordida ingår i släktet Plectris och familjen Melolonthidae. Inga underarter finns listade i Catalogue of Life.